# Aldo Monti
Aldo Bartolomé Monteforte dit Aldo Monti, né le 4 janvier 1929 à Rome en Italie et mort le 19 juillet 2016 à Mexico au Mexique, est un acteur et réalisateur italien pour le cinéma et la télévision.

## Filmographie

### Comme acteur
- 1954 : Al sur de Margarita
- 1954 : Noche de milagros
- 1958 : El Diario de mi madre
- 1958 : La Torre de marfil
- 1958 : Misterios de la magia negra
- 1959 : Cadenas de amor (TV)
- 1959 : Teresa (TV)
- 1959 : Kermesse
- 1959 : Los Hijos ajenos
- 1959 : Nacida para amar
- 1960 : Vivo o muerto
- 1962 : Janina (TV)
- 1962 : Marcela (TV)
- 1962 : El Rayo de Jalisco
- 1962 : Juramento de sangre
- 1962 : Las Momias de Guanajuato (TV)
- 1963 : La Desconocida (TV)
- 1963 : La Sombra del otro (TV)
- 1964 : Juicio de almas (TV)
- 1964 : La Trampa (TV)
- 1965 : Valería (TV)
- 1966 : El Ídolo (TV)
- 1966 : La Razón de vivir (TV)
- 1966 : Pánico
- 1968 : Pasión gitana (TV)
- 1968 : El Misterio de los hongos alucinantes
- 1969 : El Libro de piedra
- 1969 : Flor marchita
- 1969 : Santo en El tesoro de Drácula
- 1970 : El Amor de María Isabel
- 1970 : La Venganza de las mujeres vampiro
- 1970 : Rubí
- 1971 : El Amor tiene cara de mujer
- 1971 : Rosario
- 1973 : Santo y Blue Demon contra Drácula y el Hombre Lobo
- 1975 : Barata de primavera (TV)
- 1977 : Marcha nupcial (TV)
- 1977 : Teresa Raquin (TV)
- 1978 : Una Mujer
- 1979 : Verónica (TV)
- 1979 : Una Noche embarazosa
- 1981 : El Hogar que yo robé (TV)
- 1996 : Confidente de secundaria (TV)

### Comme réalisateur
- 1975 : Acapulco 12-22
- 1975 : Santo en Anónimo mortal
- 1980 : "Querer volar"
- 1985 : Secuestro sangriento
- 1988 : Vacaciones sangrientas
- 1992 : Horas violentas
- 1992 : Seducción sangrienta
- 1993 : Obsesión asesina
- 2001 : Uroboros (TV)